# Karin Guthke
Karin Guthke, född den 23 november 1956 i Berlin, är en östtysk simhoppare.
Hon tog OS-brons i svikthopp i samband med de olympiska simhoppstävlingarna 1980 i Moskva.